# Обербеттінген
Обербеттінген (нім. Oberbettingen) — громада в Німеччині, розташована в землі Рейнланд-Пфальц. Входить до складу району Вульканайфель. Складова частина об'єднання громад Гіллесгайм.
Площа — 6,17 км2. Населення становить 709 ос. (станом на 31 грудня 2020).